# Zoey Clark
Zoey Clark (née le 25 octobre 1994) est une athlète britannique, spécialiste du 400 mètres.

## Biographie
Sélectionnée pour les championnats du monde de Londres, elle remporte la médaille d'argent du relais 4 × 400 m.
Elle remporte la médaille de bronze du relais 4 × 400 mètres lors des championnats du monde en salle 2018, à Birmingham, en compagnie de Meghan Beesley, Hannah Williams et Amy Allcock.
Lors du London Grand Prix 2018, elle bat son record personnel au 400 m en 51 s 36. Ne s'étant pas qualifiée pour le 400 m individuel aux Championnats d'Europe d'athlétisme 2018 à Berlin, elle fait partie de l'équipe sélectionnée pour le 4 x 400 m.

## Palmarès
| Date | Compétition                       | Lieu       | Résultat | Épreuve       | Temps                    |
| ---- | --------------------------------- | ---------- | -------- | ------------- | ------------------------ |
| 2015 | Championnats d'Europe espoirs     | Tallinn    | 1re      | 4 x 400 m     | 3 min 30 s 07            |
| 2017 | Championnats du monde             | Londres    | 2e       | 4 x 400 m     | 3 min 25 s 00            |
| 2018 | Championnats du monde en salle    | Birmingham | 6e       | 400 m         | 52 s 16                  |
| 2018 | Championnats du monde en salle    | Birmingham | 3e       | 4 x 400 m     | 3 min 29 s 38            |
| 2018 | Jeux du Commonwealth              | Gold Coast | 6e       | 4 x 400 m     | 3 min 29 s 18            |
| 2018 | Championnats d'Europe             | Berlin     | 3e       | 4 x 400 m     | 3 min 27 s 40            |
| 2019 | Championnats d'Europe en salle    | Glasgow    | 2e       | 4 x 400 m     | 3 min 29 s 55            |
| 2019 | Relais mondiaux de l'IAAF         | Yokohama   | 6e       | 4 x 400 m     | 3 min 28 s 96            |
| 2019 | Championnats d'Europe par équipes | Bydgoszcz  | 2e       | 4 x 400 m     | 3 min 27 s 12            |
| 2019 | Championnats du monde             | Doha       | 4e       | 4 x 400 m     | 3 min 23 s 02            |
| 2019 | Championnats du monde             | Doha       | 4e       | 4 x 400 mixte | 3 min 12 s 27            |
| 2022 | Jeux du Commonwealth              | Birmingham | 3e       | 4 x 400 m     | 3 min 30 s 15            |
| 2022 | Championnats d'Europe             | Munich     | 3e       | 4 x 400 m     | Participation aux séries |

## Records
| Épreuve | Performance | Lieu    | Date            |
| ------- | ----------- | ------- | --------------- |
| 400 m   | 51 s 36     | Londres | 22 juillet 2018 |